# Kellys hjältar
Kellys hjältar är en amerikansk-jugoslavisk actionkomedi/krigsfilm från 1970 i regi av Brian G. Hutton.

## Handling
Filmen utspelar sig några månader efter Dagen D. Menige Kelly får av en slump veta att det finns 16 miljoner dollar i guld 5 mil bakom tyskarnas frontlinje. Han bestämmer sig för att smita iväg från frontlinjen, igenom tyskarnas linjer och ta guldet, han övertalar de cirka 15 soldater som ingår i samma pluton som han själv att följa med. Dock är plutonens sergeant, Big Joe svår att övertala, men när han får se att hela kompaniet har blivit övertalade av Kelly så bestämmer han sig för att följa med sin pluton. För att underlätta ditfärden så anlitas Sergeant Oddball (Helknäpp) och hans stridsvagnar.

## Om filmen
- Filmen hade svensk premiär 2 december 1970 i 70 mm kopia på biografen Vinterpalatset i Stockholm.

## Rollista (i urval)
- Clint Eastwood – Menige Kelly
- Telly Savalas – Sergeant Big Joe
- Donald Sutherland – Sergeant Oddball (Helknäpp)
- Don Rickles – Furir Crapgame
- Carroll O'Connor – Major Colt
- Gavin MacLeod – Moriarty
- Hal Buckley – Kapten Maitland
- Stuart Margolin – Menige Little Joe
- Harry Dean Stanton – Willard
- Dick Balduzzi - Fisher